# Oshae Brissett
Oshae Jahve Brissett (Toronto, 20 de junho de 1998) é um jogador canadense de basquete profissional que atualmente joga no Boston Celtics da National Basketball Association (NBA).
Ele jogou basquete universitário na Universidade de Syracuse. 

## Primeiros anos
Filho de McKeitha McFarlane e Bernard Brissett, que se separaram na época de seu nascimento, Brissett nasceu em Toronto.
Depois de inicialmente frequentar o ensino médio na Escola Secundária St. Aloysius Gonzaga em Mississauga, Brissett se mudou de casa para frequentar a Findlay Prep em Henderson, Nevada, a fim de aprimorar suas habilidades e melhorar suas chances de recrutamento para uma grande universidade. 
Após terminar a Findlay Prep, Brissett retornou ao Canadá e passou um ano no Athlete Institute em Mono, Ontário, onde se destacou como capitão de equipe.

## Carreira universitária
Brissett se comprometeu com a Universidade de Syracuse em novembro de 2016. Ele rejeitou as propostas de USC, Oregon e Memphis. Ele entrou no time titular imediatamente e teve médias de 14,9 pontos e 8,8 rebotes.
Após sua primeira temporada, houve especulações de que Brissett poderia ir para o Draft da NBA de 2018. No entanto, ele anunciou sua intenção de retornar a Syracuse para sua segunda temporada em 11 de abril de 2018.
Em seu segundo ano, Brissett teve médias de 12,4 pontos e 7,5 rebotes. Após a temporada, ele declarou para o Draft da NBA de 2019 e perdeu seus dois anos restantes de elegibilidade universitária. No entanto, Brissett não foi selecionado. 

## Carreira profissional

### Toronto Raptors (2019–2020)
Em 23 de julho de 2019, Brissett assinou um contrato com o Toronto Raptors da National Basketball Association. Em 21 de outubro, o contrato de Brissett foi convertido em um contrato de mão dupla. Sob os termos do acordo, ele dividiria o tempo entre os Raptors e seu afiliado da G-League, o Raptors 905.
Ele fez sua estreia na NBA em 19 de novembro contra o Miami Heat. Em 7 de janeiro de 2020, Brissett jogou seu melhor jogo da temporada, registrando 12 pontos, seis rebotes, uma assistência e um roubo de bola na derrota por 101-99 contra o Portland Trail Blazers. Na G-League, Brissett teve médias de 15,1 pontos e 6,6 rebotes.
Após a temporada, os Raptors estenderam uma oferta de qualificação para ele, tornando-o um agente livre restrito. Mais tarde, ele assinou uma extensão de contrato de dois anos parcialmente garantida. Brissett foi dispensado pela equipe no final da pré-temporada de 2020-21.

### Fort Wayne Mad Ants (2021)
Brissett foi selecionado pelo Fort Wayne Mad Ants como a 21º escolha geral no draft da G-League de 2021. Ele jogou em 12 jogos e teve médias de 18,6 pontos, 9,8 rebotes, e 2,3 assistências em 34,6 minutos, ganhando uma vaga na Segunda-Equipe da G-League.

### Indiana Pacers (2021–2023)
Em 1º de abril de 2021, Brissett assinou um contrato de 10 dias com o Indiana Pacers. Dez dias depois, ele assinou um segundo contrato de 10 dias.
Em 20 de abril de 2021, Brissett fez sua primeira partida como titular na derrota por 109-94 para o San Antonio Spurs, registrando 13 pontos, seis rebotes e um roubo de bola. No dia seguinte, ele assinou um contrato de três anos com a equipe e foi titular no jogo daquela noite contra o Oklahoma City Thunder tendo 23 pontos, 12 rebotes e 3 bloqueios. Em 18 de maio de 2021, Brissett registrou 23 pontos, cinco rebotes e duas assistências na vitória por 144-117 sobre o Charlotte Hornets.

### Boston Celtics (2023–Presente)
Em 6 de julho de 2023, Brissett assinou um contrato de 2 anos e US$4.63 milhões com o Boston Celtics.

## Estatísticas da carreira

### NBA

#### Temporada regular
| Ano      | Equipe   | PJ  | PT | MPJ  | AP   | 3P   | LL   | RT  | AS  | BR | TO  | PPJ  |
| -------- | -------- | --- | -- | ---- | ---- | ---- | ---- | --- | --- | -- | --- | ---- |
| 2019–20  | Toronto  | 19  | 0  | 7.1  | .361 | .200 | .800 | 1.4 | .4  | .2 | .1  | 1.9  |
| 2020–21  | Indiana  | 21  | 16 | 24.7 | .483 | .423 | .769 | 5.5 | .9  | .9 | 1.0 | 10.9 |
| 2021–22  | Indiana  | 67  | 25 | 23.3 | .411 | .350 | .695 | 5.3 | 1.1 | .7 | .4  | 9.1  |
| 2022–23  | Indiana  | 65  | 2  | 16.7 | .386 | .310 | .717 | 3.4 | .7  | .5 | .2  | 6.1  |
| Carreira | Carreira | 172 | 43 | 17.9 | .410 | .320 | .745 | 3.9 | .7  | .5 | .4  | 7.0  |

### Universidade
| Ano      | Equipe   | PJ | PT | MPJ  | AP   | 3P   | LL   | RT  | AS  | BR  | TO | PPJ  |
| -------- | -------- | -- | -- | ---- | ---- | ---- | ---- | --- | --- | --- | -- | ---- |
| 2017–18  | Syracuse | 37 | 37 | 38.1 | .354 | .331 | .787 | 8.8 | .9  | 1.2 | .8 | 14.9 |
| 2018–19  | Syracuse | 34 | 34 | 33.0 | .393 | .270 | .660 | 7.5 | 1.8 | 1.0 | .8 | 12.4 |
| Carreira | Carreira | 71 | 71 | 35.5 | .373 | .300 | .723 | 8.1 | 1.3 | 1.1 | .8 | 13.6 |

Fonte:

## Prêmios e Homenagens
NBA
- Campeão da NBA: 2024